# Христо Чкулка
Христо Чкулка е български просветен деец от Македония, отворил първото училище в Тетово в 1832 година.

## Биография
Христо Чкулка е роден в Тетово. Учи в Бигорския манастир „Свети Йоан Предтеча“. В 1832 година, в една стара къща до църквата „Свети Никола“ в Тетово Чкулка отваря първото училище в града. Училището е посрещнато с възторг от тетовчани и още на втората година Христо Чкулка си взима помощник, Цветко Христов от Тетово, а гражданите му изграждат добра къща.
Чкулка умира в 1835 година.